# Karjatnurme
Karjatnurme är en ort i Estland. Den ligger i Helme kommun och landskapet Valgamaa, i den södra delen av landet, 170 km söder om huvudstaden Tallinn. Karjatnurme ligger 98 meter över havet och antalet invånare är 130.
Terrängen runt Karjatnurme är platt. Runt Karjatnurme är det mycket glesbefolkat, med 7 invånare per kvadratkilometer. Närmaste större samhälle är Tõrva, 9,2 km öster om Karjatnurme. I omgivningarna runt Karjatnurme växer i huvudsak blandskog.